# Aníbal Duarte d'Oliveira
Aníbal Duarte d’Oliveira (Salvador, 1890 — ? 26 de outubro de 1977) foi um político brasileiro. Exerceu o mandato de deputado federal constituinte pelo Pará em 1946.